# Tony Stewart
Anthony Wayne Stewart, mais conhecido como Tony Stewart (Columbus (Indiana), 20 de maio de 1971) é um ex-piloto de automóbilismo estadunidense. Sagrou-se campeão da NASCAR Cup Series em 2002, 2005 e 2011, concluiu vicecampeão em 2001 e quarto em 1999. Obteve 49 vitórias nessa competição, destacando-se oito em circuitos (cinco em Watkins Glen e três em Sonoma), quatro nas 400 Milhas de Daytona e dois nas 400 Milhas de Brickyard. Também conseguiu 187 top 5. Apesar de vencer três vezes no Shootout de Daytona e sete nas 300 Milhas de Daytona da NASCAR Xfinity Series, Stewart não pôde ganhar a prova mais importante da NASCAR Cup Series, as 500 Milhas de Daytona.
A maior parte da carreira dele na NASCAR, dirigiu automóveis das marcas do General Motors: Pontiac e Chevrolet. Estreio na temporada 1999 com a equipe Joe Gibbs Racing, onde esteve até 2008. Depois, disputou para sua propria equipe, Stewart-Haas Racing até sua aposentadoira em 2016.
Além disso, Stewart obteve sucesso nos monopostos, onde ganhou três corridas da Indy Racing League e o título da temporada 1996/97. Enquanto nas 500 Milhas de Indianápolis, obteve um quinto lugar em 1997 como melhor resultado.

## Carreira

### Início
Tony começou sua carreira no kart sendo campeão mundial em 1987. Em 1991 passou a correr pela United States Auto Club (USAC) sendo o novato do ano, conquistou o título da National Midget series em 1994. No ano seguinte se tornou o primeiro piloto a vencer as 3 principais divisões no mesmo ano do USAC (National Midget, Sprint e Silver Crown).

### Indy Racing League

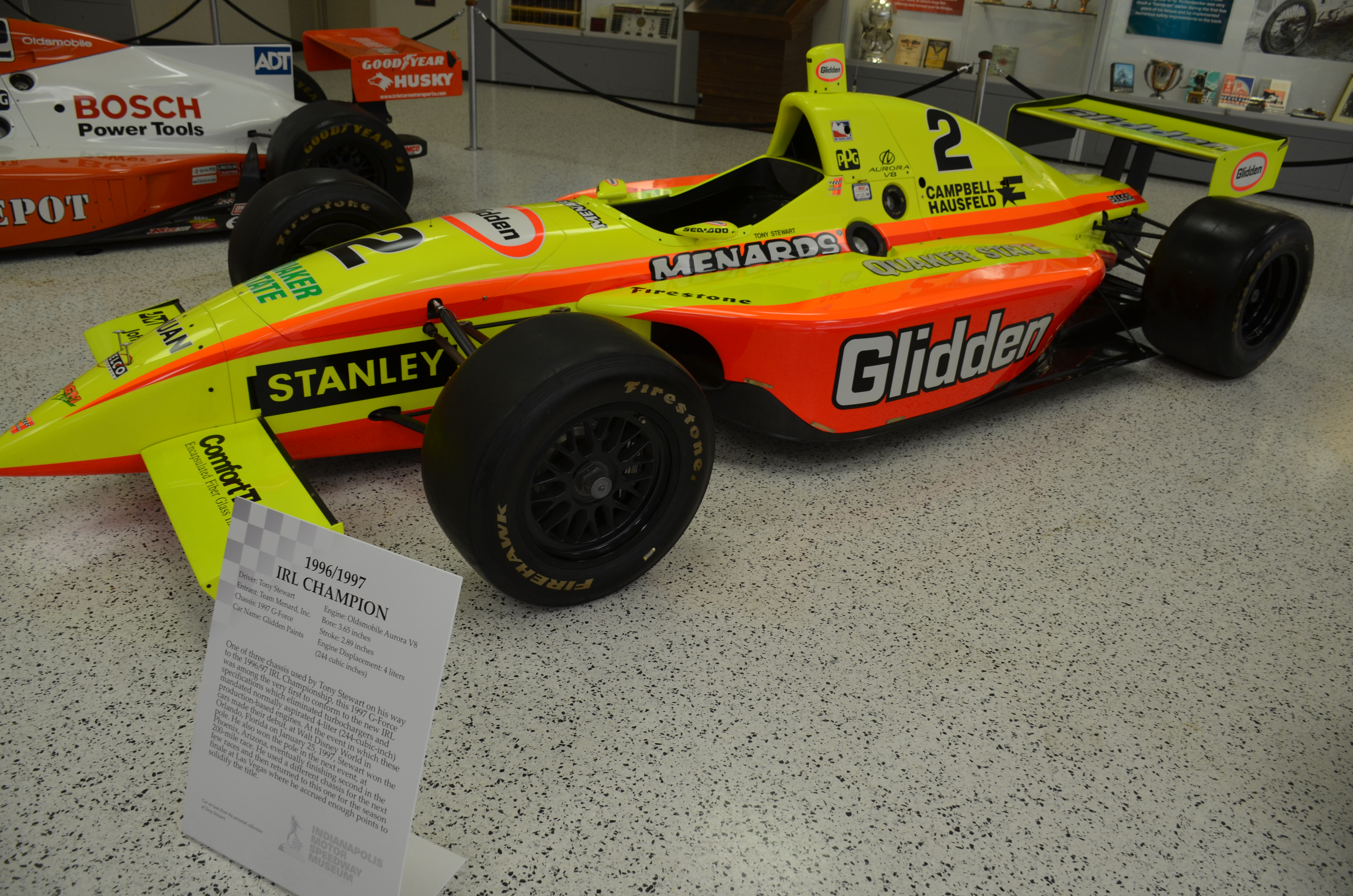
Carro de Tony Stewart da IRL de 1996-97.

Tony Stewart participou do primeiro campeonato da Indy Racing League em 1996 sendo o 8° colocado ao final da temporada de apenas 3 etapas. Seu grande feito na temporada foi a pole nas 500 milhas de Indianápolis mas após liderar 44 voltas teve seu motor estourado.
Em 1997 Tony teve um início ruim na temporada que havia aumentado para 10 provas, porém se recuperou a tempo de conquistar o título em cima do inglês Davey Hamilton. Venceu uma prova naquele ano em Pikes Peak e terminou em 5° em Indianápolis.
1998 foi o último ano como piloto regular da IRL, venceu 2 corridas mas terminou em 3° no campeonato.

### NASCAR

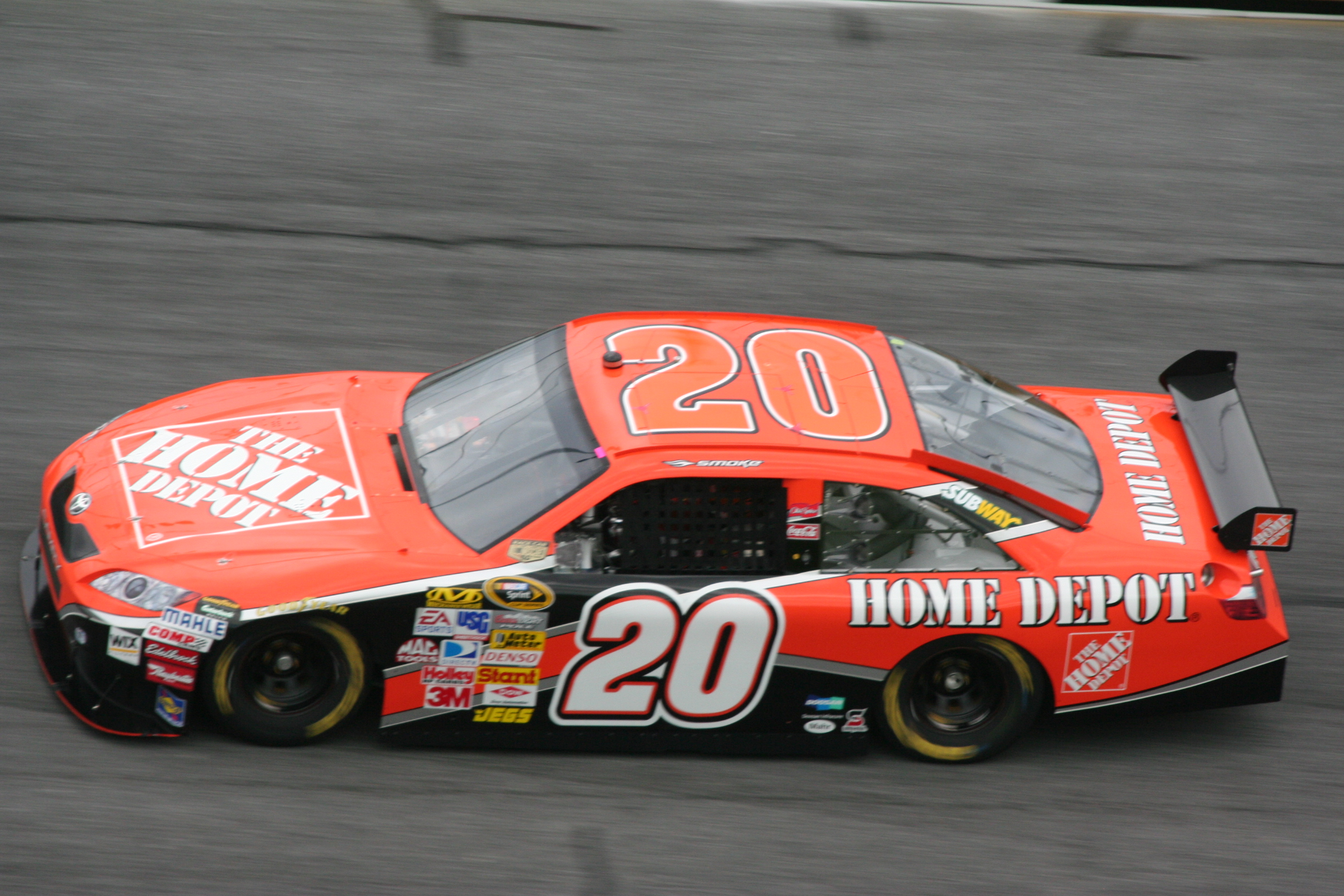
Carro de Tony Stewart na NASCAR em 2008.

Durante as temporadas da IRL, Tony Stewart também realizava corridas pela Busch Series e pela Craftsman Truck Series. Em 1997 assinou um contrato para correr pela equipe Joe Gibbs Racing.
Em 1999 passou a ser um piloto regular da Winston Cup pela equipe de Joe Gibbs.
Iniciou a temporada qualificando seu carro #20 na segunda posição na primeira prova da temporada, as 500 milhas de Daytona (Daytona 500). Venceu 3 provas no ano e se tornou o novato do ano e foi dono de um recorde com a melhor colocação de um estreante durante a era moderna da NASCAR (desde 1972) terminando em 4° no campeonato.
2000 foi o ano mais vitorioso nas pistas com 6 vitórias, mas terminando apenas na 6° posição e vendo seu companheiro de equipe Bobby Labonte sendo o campeão. Em 2001 foi o vice-campeão da temporada perdendo o título para Jeff Gordon, venceu 3 provas no ano.
O primeiro título da NASCAR para Tony Stewart veio em 2002 com 3 vitórias na temporada.
Tony tentou em 2 anos correr as 1,100 milhas disputadas no mesmo dia em Indianápolis (500 milhas) durante a tarde e Charlotte (600 milhas) durante a noite.
A temporada de 2005 mostrou que ele viria para um bom ano após liderar o maior número de voltas na primeira prova do campeonato, a Daytona 500, mas caindo para 7° na últimas voltas. Após um péssimo resultado na Subway Fresh 500 em Phoenix, Tony foi jogado para 14° no campeonato, sua posição mais baixa de todo o ano.
Sua recuperação aconteceu na 9° prova do campeonato na primeira prova do Talladega Superspeedway, a Aaron's 499 chegando em 2°, com bons resultados até vencer na primeira prova de circuito misto da temporada, após essa vitória ocorreram mais 4 nas 6 provas seguintes jogando Stewart a liderança do campeonato após vencer na Brickyard 400.
Terminando na primeira colocação após as 26 prova iniciais, classificou na primeira posição para os play-offs onde mesmo sem vencer nas 10 provas restantes, manteve na liderança em 9 delas conquistando o título com uma folga de 35 pontos para Greg Biffle e Carl Edwards.
Em 2006, após 30 corridas, Stewart não conseguiu se qualificar para o Chase for the Nextel Cup . Apesar disso, venceu três provas: A DirecTV 500 em Martinsville, a Pepsi 400 em Daytona e a Banquet 400, esta já durante o Chase for the Nextel Cup, no Kansas.

### A morte de Kevin Ward Jr.
No dia 9 de agosto de 2014, Tony Stewart participava de uma corrida no circuito de Canandaigua Motorsports Park, quando ele acabou fechando Kevin Ward Jr., de 20 anos de idade. O jovem piloto foi reclamar com Stewart, que acabou o atropelando. O piloto de 20 anos morreu na hora.

## Principais vitórias

### Indy Racing League
- 1997 - Pikes Peak
- 1998 - Walt Disney e Loudon

### NASCAR -Nextel Cup
- 1999 - Exide NASCAR Select Batteries 400 (Richmond), Checker Auto Parts/Dura Lube 500 (Phoenix) e Pennzoil 400 (Homestead)
- [2000 - MBNA Platinum 400 (Dover), Kmart 400 (Michigan), thatlook.com 300 (Loudon), MBNA.com 400 (Dover), NAPA AutoCare 500 (Martinsville) e Pennzoil 400 (Homestead)
- 2001 - Pontiac Excitement 400 (Richmond), Dodge/Save Mart 350 (Sonoma) e Sharpie 500 (Bristol)
- 2002 - MBNA America 500 (Atlanta), Pontiac Excitement 400 (Richmond) e Sirius at The Glen (Watkins Glen)
- 2003 - Pocono 500 (Pocono) e UAW-GM Quality 500 (Charlotte)
- 2004 - Tropicana 400 (Chicago) e Sirius at The Glen (Watkins Glen)
- 2005 - Dodge/Save Mart 350 (Sonoma), Pepsi 400 (Daytona), New England 300 (Loudon), Allstate 400 at The Brickyard (Indianapolis) e Sirius at The Glen (Watkins Glen)
- 2006 - DirecTV 500 (Martinsville), Pepsi 400 (Daytona), Banquet 400 (Kansas), Bass Pro Shops MBNA 500 (Atlanta) e AAA Texas 500 (Texas)
- 2013 - Dover 400
- 2016 - Toyota/SaveMart350(Sonoma)

### NASCAR -Busch Series
- 2005 - Hershey's TAKE 5 300 (Daytona)
- 2006 - Hershey's Kissables 300 (Daytona)

### NASCAR -Craftsman Truck Series
- 2002 - Virginia is for Lovers 200 (Richmond)
- 2003 - Virginia is for Lovers 200 (Richmond)

### International Race of Champions
- 2001 - Michigan
- 2002 - Daytona
- 2006 - Texas e Daytona